# Cypripedium taibaiense
Cypripédium taibaiense — травянистое растение; вид секции Macrantha рода Башмачок семейства Орхидные. Эндемик Китая.
Относится к числу охраняемых видов (II приложение CITES).
Китайское название: 太白杓兰 tai bai shao lan.

## История описания
Во время поездки G. H. Zhu в Китай в 1998 году, несколько циприпедиумов были приобретены на цветочном рынке в Пекине. Утверждалось, что они из провинций Ганьсу и Шэньси на северо-западе Китая. Среди уже увядших и плохо сохранившихся растений одно не было похоже на какой-либо из известных представителей рода. Это растение было доставлено в Институт ботаники Китайской академии наук, для изучения. Оказалось, что циприпедиум аналогичен нескольким неопределённым образцам в гербарии, которые были собраны в провинции Шэньси. 

## Распространение и экология
Китай (Шэньси). Травянистые склоны на высотах 2600—3300 метров над уровнем моря.

## Ботаническое описание
Травянистый многолетник 13—15 (—24) см высотой. Корневище 4—5 см, толстое, 4—5 мм в диаметре. Стебель прямостоячий, голый, с 3-4 листьями.
Листовая пластинка эллиптическая или эллиптически-ланцетная, 4,5—11 × 2,8—3,5 см.
Соцветие верхушечное, 1-цветковое. Прицветники узко эллиптические или яйцевидно-ланцетные, 6—6,5 см, обе поверхности опушённые. Цветок пурпурно-красный, 4—4,5 см в диаметре. Спинной чашелистик эллиптически-яйцевидный, 2,2—3 × 1,3—1,5 см, голый, заостренный; парус овально-эллиптический или узко-эллиптический, 2,2—2,8 × 1—1,2 см, голый, раздвоенный на вершине. Лепестки ланцетные, 2,6—3 × 0,7—0,9 см; губа почти шаровидная, 2,5—3 × 1,5—2 см, наружняя поверхность голая, внутренняя нижняя часть покрыта ворсинками. Стаминодий продолговатый, 10—11 × 5—6 мм.
Цветение в июне-июле.
Cyp. taibaiense напоминает Cypripedium yunnanense, но отличается от него тем, что яичники опушенны по меньшей мере, вдоль рёбер, продолговатые стаминодии (длина почти в два раза больше ширины), а также особенностями строения лепестков и спинных чашелистиков.